# DJ Boy
DJ Boy é um jogo de arcade desenvolvido e distribuído pela Kaneko. Ele foi desenvolvido como um jogo padrão de beat 'em up parcialmente baseado na cultura hip-hop das cidades estadunidenses. O que o fez um jogo único na época era o fato de que muitas personagens corriam de patins ao invés de andar ou correr.